# Ліп'яни (гміна)
Гміна Ліп'яни (пол. Gmina Lipiany) — місько-сільська гміна у північно-західній Польщі. Належить до Пижицького повіту Західнопоморського воєводства.
Станом на 31 грудня 2011 у гміні проживало 6174 особи.

## Територія
Згідно з даними за 2007 рік площа гміни становила 94.62 км², у тому числі:
- орні землі: 67.00%
- ліси: 14.00%

Таким чином, площа гміни становить 13.04% площі повіту.

## Населення
Станом на 31 грудня 2011:
| Опис     | Загалом | Загалом | Чоловіки | Чоловіки | Жінки | Жінки |
| -------- | ------- | ------- | -------- | -------- | ----- | ----- |
| одиниця  | осіб    | %       | осіб     | %        | осіб  | %     |
| все      | 6174    | 100     | 3093     | 50.10    | 3081  | 49.90 |
| міське   | 4184    | 100     | 2043     | 48.83    | 2141  | 51.17 |
| сільське | 1990    | 100     | 1050     | 52.76    | 940   | 47.24 |

## Сусідні гміни
Гміна Ліп'яни межує з такими гмінами: Барлінек, Мислібуж, Пижице, Пшелевіце.